# Bîstrîk, Berdîciv
Bîstrîk (în ucraineană Бистрик) este localitatea de reședință a comunei Bîstrîk din raionul Berdîciv, regiunea Jîtomîr, Ucraina.

## Demografie
Componența lingvistică a localității Bîstrîk
     Ucraineană (98,28%)
     Rusă (1,21%)
     Alte limbi (0,5%)
Conform recensământului din 2001, majoritatea populației localității Bîstrîk era vorbitoare de ucraineană (98,28%), existând în minoritate și vorbitori de rusă (1,21%).

## Legături externe
- pl Bystrzyk (2) powiat berdyczowski în Dicționarul geografic al Regatului Poloniei și al altor țări slave, volum I (Aa — Dereneczna) anul 1880